# Feröer autóbuszvonal-hálózata

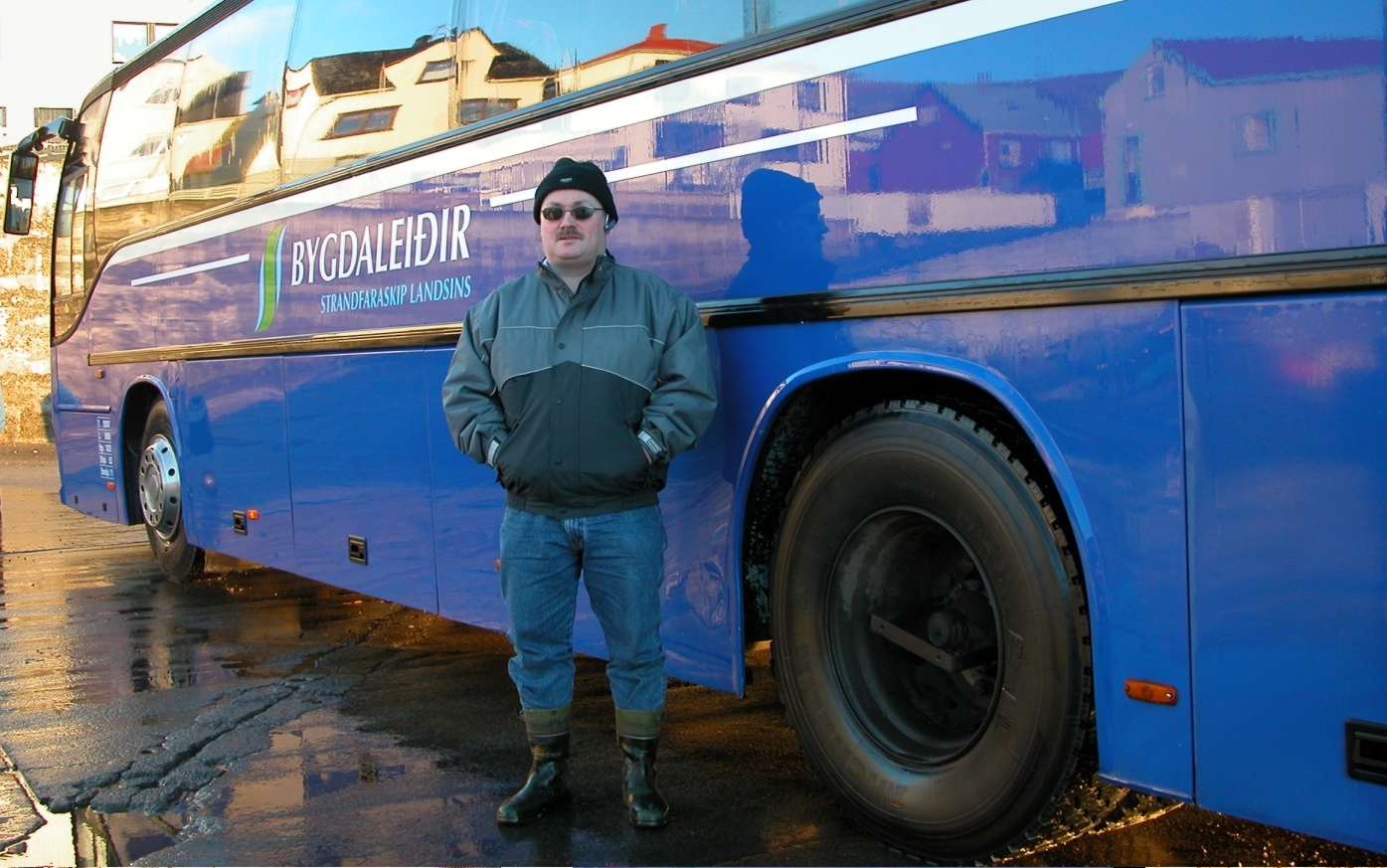
A Strandfaraskip Landsins egyik kék helyközi autóbusza

Feröer autóbuszvonal-hálózata Feröer helyközi közösségi közlekedésének egyik fontos ágazata, a komp- és helikopterjáratok mellett. A helyközi autóbuszközlekedésért az állami tulajdonú Strandfaraskip Landsins közlekedési társaság felelős, de az egyes járatokat alvállalkozóknak adják ki.
A buszhálózat jelentősége az elmúlt évtizedekben fokozatosan nőtt, mivel több helyen hidak és alagutak építésével közvetlen közúti összeköttetést teremtettek a szigetek között, kiváltva a korábban ott közlekedő kompokat. Egyes kisebb forgalmú járatokat igényalapú rendszerben üzemeltetnek, azaz csak telefonos megrendelés esetén közlekednek. Az autóbuszok nehezen feltárható és ritkán lakott területeket szolgálnak ki, így nem csoda, hogy a feröeri kormány jelentős mértékben támogatja a szolgáltatás fenntartását.

## Helyközi hálózat

### Viszonylatok
A Strandfaraskip Landsins által üzemeltetett autóbuszjáratok a következők:
| Sz. | Viszonylat                          | Menetidő  | Járatsűrűség | Megállók |
| --- | ----------------------------------- | --------- | ------------ | --- |
| 100 | Tórshavn – Vestmanna                | 0:55      | napi 3-8     | Tórshavn – Kollafjarðartunnilin – Statoilstøðin – Kvívík – Vestmanna                                        |
| 101 | Tórshavn – Gamlarætt (Kirkjubøur)   | 0:20-0:30 | napi 3-9     | Tórshavn – Velbastaður – Kirkjubøur – Gamlarætt                                                             |
| 200 | Oyrarbakki – Eiði                   | 0:20-0:25 | napi 0-8     | Oyrarbakki – Eiði                                                                                           |
| 201 | Oyrarbakki – Gjógv                  | 0:35-0:50 | napi 0-3     | Oyrarbakki – Eiði – Gjógv                                                                                   |
| 202 | Oyrarbakki – Tjørnuvík              | 0:20-0:25 | napi 0-4     | Oyrarbakki – Tjørnuvík                                                                                      |
| 203 | Oyrarbakki – Saksun                 | 0:05      | napi 0-2     | Oyrarbakki – Saksun                                                                                         |
| 205 | Oyrarbakki – Funningur              | 1:20-1:30 | napi 0-3     | Oyrarbakki – Runavík – Funningsfjørður – Funningur – Skálabotnur – Gjógv – Oyrarbakki                       |
| 300 | Tórshavn – Airport – Sørvágur       | 1:00      | napi 6-9     | Tórshavn – Kollafjarðartunnilin – Kollfjarðardalur – Sandavágur – Miðvágur – Flogvøllur – Sørvágur – Bøur   |
| 400 | Tórshavn – Klaksvík                 | 1:25-1:35 | napi 5-11    | Tórshavn – Kollafjarðartunnilin – Oyrarbakki – Skálabotnur – Søldarfjørður – Gøtudalur – Leirvík – Klaksvík |
| 410 | Fuglafjørður – Gøtudalur – Klaksvík | 0:20-0:35 | napi 3-19    | Fuglafjørður – Kambsdalur – Gøtudalur – Leirvík – Klaksvík                                                  |
| 440 | Toftir – Skálabotnur                | 0:25-0:30 | napi 5-10    | Toftir – Skálabotnur                                                                                        |
| 442 | Glyvrar – Æðuvík – Rituvík          | 0:25      | napi 0-3     | Glyvrar – Runavík – Rituvík – Æðuvík                                                                        |
| 480 | Skálabotnur – Strendur              | 0:20-0:25 | napi 5-11    | Skálabotnur – Skáli – Strendur                                                                              |
| 481 | Skálabotnur – Oyndarfjørður         | 0:20      | napi 2-4     | Skálabotnur – Oyndarfjørður                                                                                 |
| 482 | Strendur – Selatrað                 | 0:15-0:20 | napi 1-2     | Strendur – Selatrað                                                                                         |
| 500 | Klaksvík – Viðareiði                | 0:40      | napi 2-5     | Klaksvík – Hvannasund – Viðareiði                                                                           |
| 504 | Klaksvík – Kunoy                    | 0:20-0:30 | napi 3       | Klaksvík – Haraldssund – Kunoy                                                                              |
| 506 | Syðradalur – Trøllanes              | 0:35      | napi 2-4     | Syðradalur – Húsar – Mikladalur – Trøllanes                                                                 |
| 600 | Skopun – Skálavík                   | 0:30-0:35 | napi 2-7     | Skopun – Sandur – Skálavík                                                                                  |
| 601 | Sandur (Skopun) – Dalur             | 0:45-0:55 | napi 1-4     | Skopun – Meginskúlin – Sandur – Húsavík – Dalur                                                             |
| 700 | Sumba – Vágur – Tvøroyri            | 0:55-1:05 | napi 2-10    | Sumba – Lopra – Vágur – Porkeri – Hov – Øravík – Ferjulegan – Tvøroyri                                      |
| 701 | Fámjin – Tvøroyri – Sandvík         | 0:40      | napi 3-8     | Fámjin – Øravík – Ferjulegan – Tvøroyri – Nes – Hvalba – Sandvík                                            |

### Történelem
A helyközi közlekedésben korábban minden járaton a Strandfaraskip Landsins magántulajdonú alvállalkozói szolgáltattak. Az 1990-es évek második felében a fővárost érintő járatok egy része közvetlenül az állami cég üzemeltetésébe került, de a 2000-es évek elején visszatértek a korábbi modellhez.
A teljes helyközi buszhálózaton 2001-ben 641 000, 2003-ban 573 000 utast szállítottak. Az ekkor még csak Leirvíkig és Fuglafjørðurig közlekedő 400-as busz volt a legforgalmasabb: ugyanezekben az években 142 000, illetve 152 000 utas használta. Szintén jelentős forgalmat bonyolított az Eiðibe közlekedő 200-as (15 000 ill. 20 000) valamint a Kirkjubøurt és a sandoyi kompot kiszolgáló 101-es (26 000 ill. 24 000). A legkisebb forgalmú járat a saksuni 205-ös volt (109, ill. 80 utassal).
2006. április 30-án a Norðoyatunnilin átadásával a 400-as járatot meghosszabbították Klaksvíkig, Fuglafjørðurt pedig az új 410-es járat szolgálja ki. A Leirvík és Klaksvík közötti kompközlekedés május 7-én szűnt meg.

### Járművek
A helyközi autóbuszok kék színűek, jellemzően új, kétajtós, magas padlós, alul csomagtérrel rendelkező távolsági Volvo autóbuszokkal, de az alacsonyabb forgalmú vonalakon kisebb járművek (pl. 19 személyes Mercedesek) is megjelennek.

## Helyi hálózat
Helyi közlekedést Feröeren Tórshavn község rendel meg. 2003-tól egy rövid ideig Runavík község is rendelt meg buszos szolgáltatást Skálaleiðin néven.
Az 1-es, 2-es és 3-as járaton 2003. február 1-je óta a Mouritsen's Bussar szolgáltat; a cég 1983 óta van jelen a tórshavni helyi közlekedésben, szerződése 2010 februárjáig szól. A 4-es és 5-ös járaton a Gunnurs Bussar buszai közlekednek.

### Viszonylatok
A Tórshavn község megrendelésére üzemeltetett autóbuszjáratok a következők:
| Sz. | Viszonylat                                                         | Menetidő | Járatsűrűség                            | Megállók |
| --- | ------------------------------------------------------------------ | -------- | --------------------------------------- | --- |
| 1   | Tórshavn, Argir                                                    |          | hétköznap 20, hétvégén 60 percenként    | Hamarin – Argja Skúli – Landssjúkrahúsið – Steinatún – Gundadalur – Berjabrekka – undir Brúnni – Varðagøta (ovast) – Tróndargøta (niðast) – Landssjúkrahúsið – Handilsskúlin – Steinatún – SMS – Steinatún – Handilsskúlin – Argja Skúli – Hamarin |
| 2   | Tórshavn, Argir, Hoyvík, Hvítanes                                  |          | hétköznap 20, hétvégén 60 percenként    | Argir – Argja Skúli – Landssjúkrahúsið – Steinatún – Yviri við Strond (Eik Banki) – Eysturskúlin – Óðinshædd (Posthúsið) – Studentarskúlin – Hvítanes – Inni á Gøtu (ovast) – Hoyvíkar skúli – Berjabrekka – SMS – Steinatún – Landssjúkrahúsið – Argja Skúli – Argir |
| 3   | Tórshavn, Hoyvík                                                   |          | hétköznap 20, hétvégén 60 percenként    | Norðasta Horn – Tekniski skúli – Landavegur (SEV) – Steinatún – SMS – Berjabrekka – millum Gilja (ovast) – Løgmannabreyt (ovast) – Hoyvíkar skúli – Studentarskúlin – Óðinshædd (Posthúsið) – Eysturskúlin – Yviri við Strond (Eik Banki) – Steinatún – Landavegur (SEV) – Tekniski skúli – Norðasta Horn |
| 4   | Tórshavn, Hoyvík, Kaldbaksbotnur, Kaldbak, Signabøur, Kollafjørður |          | hétköznap napi 5, hétvégén napi 1 járat | Norðuri í Sundum – Kollafjarðar skúli – Signabøur – Kaldbaksbotnur – Kaldbak – Kaldbaksbotnur – Sandvíkahjalli – Studentaskúlin – Rundkoyringin á Hálsi – Steinatún – Landssjúkrahúsið – Tekniski skúli – Handilsskúlin – Svimjihøllin – Farstøðin – Farstøðin – Rundkoyringin á Hálsi – Studentaskúlin – Sandvíkahjalli – Kaldbaksbotnur – Kaldbak – Kaldbaksbotnur – Signabøur – Kollafjarðar skúli – Kjalnes – Norðuri í Sundum – Kollafjarðar skúli |
| 5   | Tórshavn, Kaldbaksbotnur, Kaldbak                                  |          | hétköznap napi 5, hétvégén napi 1 járat | Kaldbak (skúlin) – Kaldbaksbotnur – Farstøðin – Farstøðin – Kaldbaksbotnur – Kaldbak |

A 4-es járat a helyközi 400-as betétjáratának tekinthető azzal a különbséggel, hogy eltérő tarifák vonatkoznak rá. 2007 óta a teljes helyi hálózaton díjmentesen lehet utazni.
Az 1-es, 2-es és 3-as járatok hétköznap 20 percenként, szombaton 14 óráig óránként közlekedik. A 4-es és 5-ös járatok hétköznap naponta ötször, szombaton naponta egyszer indulnak. Szombaton 14 órától és vasárnap üzemszünet van. A járatokon nagyobb utasszám jellemzően csak a tanítási idő előtt és után fordul elő.

### Történelem
A tórshavni helyi hálózaton korábban négy szolgáltató osztozott, amelyek mindegyike egy-két buszt üzemeltetett. Később csak egy maradt közülük, az 1983 óta működő Mouritsen's Bussar, amely 2003. február 1-jén átvette a teljes helyi szolgáltatást. Később új szereplőként megjelent a signabøuri Gunnurs Bussar is, amely a 4-es és 5-ös viszonylatokon szolgáltatott.
Az ezredforduló környékén az 1-es járatot Argir Hamarin városrészéig, a 4-est pedig Kollafjørðurig meghosszabbították. Az 1-es, 2-es és 3-as járatok hétköznap félóránként, hétvégén este 6-ig óránként közlekedtek. A 4-es és 5-ös járatok hétköznap naponta ötször, hétvégén összevontan is csak naponta háromszor indultak. 2007 januárjáig a tarifarendszer alapját a 10 koronás vonaljegy és a több utazásra szóló gyűjtőjegyek (8 áráért 10 jegy) adták, azóta azonban az önkormányzat díjmentessé tette a helyi közlekedést, ami sikeresnek bizonyult. 2008 februárjától az 1-es, 2-es és 3-as járatok hétköznapi követését 20 percre sűrítették. 2009 augusztusában azonban kínálatcsökkentésre került sor: a vasárnapi közlekedést megszüntették, és szombaton is csak 14 óráig közlekednek az autóbuszok.
Miután a Mouritsen's Bussar szolgáltatási szerződése 2010 februárjában lejárt, áprilisban újratendereztették a helyi szolgáltatást, melynek eredményeképpen a Gunnurs Bussar hétéves szolgáltatási szerződést kapott 2011. április 1-től. A szolgáltatást eleinte átmenetileg a korábbi szolgáltató biztosította. A 14 új SOR autóbusz közül nyolc május 23-án, a többi nem sokkal később megérkezett. A járműveket július 3-án mutatták be az utazóközönségnek, majd július 4-én forgalomba álltak. Ugyanezen a napon módosult a menetrend is: a szombati szolgáltatást 16 óráig meghosszabbították, és módosult az 5-ös busz útvonala is.

### Járművek
| Típus | Darabszám | Beszerzés éve | Üzemeltető     | Viszonylat |
| ----- | --------- | ------------- | -------------- | ---------- |
| SOR   | 14        | 2011          | Gunnurs Bussar | 1-5        |